# Acfred d'Aquitaine
Pour les articles homonymes, voir Acfred.
Acfred, mort en 927, après le 11 octobre, fut duc d'Aquitaine et comte d'Auvergne de 926 à 927. Appartenant à la famille des Bellonides, il est le dernier des Guilhelmides en lignée cognative (par sa mère Adélinda d'Aquitaine).
Second fils d'Acfred, comte de Carcassonne et de son épouse Adelinde, fille de Plantevelue et sœur de Guillaume le Pieux, il devient, à la mort de son frère Guillaume II le Jeune le 12 décembre 926, duc d'Aquitaine et comte d'Auvergne.
Il mourut après le 11 octobre 927, date de son testament.
Après sa mort éclate une véritable « guerre de succession » au duché d'Aquitaine, qui oppose pendant vingt ans la Maison de Poitiers, où Acfred avait choisi comme successeur son cousin éloigné Ebles Manzer, et la maison de Toulouse.

## Sources
- Christian Lauranson-Rosaz, « Les Guillelmides : Une famille de l'aristocratie d'empire carolingienne dans le midi de la Gaule (VIIIe – Xe siècles) », in Colloque Entre histoire et épopée. Les Guillaume d'Orange (IXe – XIIIe siècles), Toulouse, 14-15 octobre 2004.